# Универсальность Фейгенбаума
Универсальность Фейгенбаума, или универсальность Фейгенбаума — Кулле — Трессера, — эффект в теории бифуркаций, заключающийся в том, что определённые числовые характеристики каскада бифуркаций удвоения периодов в однопараметрическом семействе унимодальных отображений при переходе от регулярного поведения к хаотическому оказываются не зависящими от выбора конкретного семейства (и, тем самым, являются универсальными константами). Такими характеристиками оказываются, в частности, предел отношений соседних отрезков параметров между двумя бифуркациями удвоения периода (названный постоянной Фейгенбаума {\displaystyle \delta }) и хаусдорфова размерность аттрактора в конечной точке каскада.

Эффект был открыт в численных экспериментах М. Фейгенбаумом и одновременно и независимо П. Кулле и Ч. Трессером; как Фейгенбаум, так и Кулле и Трессер предложили объяснение этого эффекта через описание поведения оператора ренормализации. Обоснование такого поведения в случае унимодальных отображений было сначала получено в (строгой, но опирающемся на проведённые с помощью компьютера выкладки) работе О. Лэнфорда, а затем в использующих комплексную технику работах Д. Салливана, К. МакМюллена и М. Любича.

## Описание эффекта
Универсальность Фейгенбаума — Кулле — Трессера — эффект, который был открыт при изучении перехода от регулярного поведения к хаотичному в однопараметрических семействах унимодальных отображений, в частности, при исследовании семейства логистических отображений
{\displaystyle f_{\lambda }:[0,1]\to [0,1],\quad x\mapsto \lambda x(1-x)}
и семейства
{\displaystyle g_{\mu }:[0,1]\to [0,1],x\mapsto \mu \sin \pi x.}
А именно, в логистическом семействе отображений, при малых {\displaystyle \lambda } аттрактором отображения оказывается единственная притягивающая неподвижная точка. При {\displaystyle \lambda _{1}=3} происходит первая бифуркация удвоения периода, в результате которой неподвижная точка теряет устойчивость, и вместо неё аттрактором становится возникающая в этот момент притягивающая периодическая орбита периода 2. Эта орбита остаётся устойчивой при дальнейшем увеличении параметра вплоть до {\displaystyle \lambda _{2}\approx 3{,}449}, после чего происходит следующая бифуркация удвоения периода, и аттрактором становится рождающаяся при {\displaystyle \lambda =\lambda _{2}} периодическая орбита периода 4. В свою очередь, эта орбита при {\displaystyle \lambda =\lambda _{3}\approx 3{,}544} теряет устойчивость, и аттрактором становится рождающаяся орбита периода 8, и так далее.
Эти значения накапливаются к некоторому значению {\displaystyle \lambda _{*}=\lim _{n}\lambda _{n}} — концевой точке каскада бифуркаций. Выполняя численные эксперименты, Фейгенбаум обнаружил, что их накопление асимптотически выглядит как геометрическая прогрессия:
{\displaystyle \lambda _{*}-\lambda _{n}\sim C\delta ^{-n}.}
Подобный сценарий перехода от регулярного поведения к хаотичному через каскад бифуркаций удвоения периода имеет место для любого семейства унимодальных отображений с отрицательной производной Шварца; поставив эксперименты для другого однопараметрического семейства унимодальных отображений, {\displaystyle g_{\mu }:x\mapsto \mu \sin \pi x,} Фейгенбаум обнаружил, что в этом случае моменты бифуркации {\displaystyle \mu _{n}} накапливаются к предельному {\displaystyle \mu _{*}} асимптотически как геометрическая прогрессия,
{\displaystyle \mu _{*}-\mu _{n}\sim C'\delta ^{-n},}
причём с тем же, что и для логистического семейства, знаменателем {\displaystyle \delta ^{-1}}. В связи с этим, он высказал гипотезу, что подобное поведение моментов бифуркации универсально — не зависит от выбора конкретного однопараметрического семейства; константа {\displaystyle \delta \approx 4{,}669...} получила название постоянной Фейгенбаума.

## Объяснение: ренормализация
Обоснование эффекта универсальности опирается на описание динамики преобразования ренормализации {\displaystyle {\mathcal {R}}} на пространстве унимодальных отображений интервала {\displaystyle [-1,\;1]} в себя. А именно, при определенных условиях на унимодальное отображение f можно выделить интервал, который за две итерации отображается в себя, и отображение первого возвращения на который также будет унимодальным. Линейная смена масштаба после этого позволяет рассмотреть отображение первого возвращения опять как отображение исходного интервала {\displaystyle [-1,\;1]} в себя; такое преобразование, сопоставляющее исходному отображению проитерированное со сменой масштаба, и называется ренормализацией.
Предложенное Фейгенбаумом и Кулле — Трессером объяснение эффекта универсальности основывалось на том, что у преобразования ренормализации есть единственная неподвижная точка {\displaystyle g}, тем самым, удовлетворяющая уравнению Фейгенбаума — Цитановича
{\displaystyle g(x)=-{\frac {1}{\alpha }}g(g(\alpha x)),}
где {\displaystyle \alpha } — константа перемасштабирования.
Эта неподвижная точка гиперболична, причём её неустойчивое многообразие одномерно, и пересекает поверхность в пространстве отображений, отвечающую бифуркации удвоения периода. Напротив того, устойчивое многообразие этой точки имеет коразмерность один (в бесконечномерном пространстве унимодальных отображений), и типичное однопараметрическое семейство отображений — в частности, квадратичное семейство — его трансверсально пересекает.
Тогда, асимптотическая скорость, с которой моменты бифуркаций удвоения периода {\displaystyle \lambda _{n}} приближаются {\displaystyle \lambda _{*}} к предельному — экспоненциальная, со знаменателем, обратным большему 1 собственному значению линеаризации {\displaystyle {\mathcal {R}}} в точке {\displaystyle g}. В частности, отсюда следует явление универсальности: эта скорость определяется большим 1 собственным значением, и не зависит от выбора индивидуального семейства.

## История
В 1976 г. вышла работа Р. М. Мэя, исходной точкой которой служили вопросы популяционной динамики; в качестве математической модели рассматривались динамические системы на отрезке, соответствующие нескольким различным унимодальным отображениям, в том числе логистическому. Она мотивировала интерес к исследованию таких отображений и бифуркаций в их однопараметрических семействах, и в 1978 году М. Фейгенбаум и одновременно и независимо П. Кулле и Ч. Трессер обнаруживают в численных экспериментах эффект универсальности, и предлагают его объяснение через описание динамики оператора ренормализации.
Вскоре, в 1984 году, О. Лэнфорд строго доказывает данное свойство, однако его доказательство в существенной степени опирается на проведённые компьютерные вычисления.